# Estrop
Der Estrop ist ein Fluss in Frankreich, der im Département Dordogne in der Region Nouvelle-Aquitaine verläuft. Er entspringt  an der Nordflanke des Puy Servain (170 m), im Gemeindegebiet von Port-Sainte-Foy-et-Ponchapt, entwässert anfangs in westlicher Richtung, schwenkt im letzten Drittel nach Süden und mündet nach rund 18 Kilometern an der Gemeindegrenze von Saint-Seurin-de-Prats und Saint-Antoine-de-Breuilh als rechter Nebenfluss in die Dordogne, die hier die Grenze zum benachbarten Département Gironde bildet. Bei Vélines quert der Estrop die Bahnstrecke Libourne–Buisson.

## Orte am Fluss
(Reihenfolge in Fließrichtung)
- Ponchapt, Gemeinde Port-Sainte-Foy-et-Ponchapt
- Conterie, Gemeinde Fougueyrolles
- Nastringues
- Brunet, Gemeinde Montazeau
- Vélines
- Les Chapelles, Gemeinde Montcaret
- Les Monges, Gemeinde Saint-Seurin-de-Prats